# James Naughton
James J. Naughton (Middletown (Connecticut), 6 december 1945) is een Amerikaans acteur, filmregisseur en theaterregisseur

## Biografie
Naughton heeft de high school doorlopen aan de Conard High School in West Hartford en hierna ging hij naar de Brown-universiteit in Providence en Yale Drama School in New Haven (Connecticut). 
Naughton begon met acteren in het theater, hij maakte in 1977 zijn debuut op Broadway met de musical I Love My Wife. Hierna heeft hij nog meerdere rollen gespeeld op Broadway en off-Broadway. Hij heeft tweemaal een Tony Award gewonnen, in 1990 voor zijn rol in de musical City of Angels en in 1997 voor zijn rol in de musical Chicago. Als theaterregisseur heeft hij twee toneelstukken geregisseerd, in 2002 het toneelstuk Our Town en in 1999 het toneelstuk The Price.
Naughton begon in 1972 met acteren voor televisie in de film Look Homeward, Angel. Hierna heeft hij nog meerdere rollen gespeeld in films en televisieseries zoals Planet of the Apes (1974), Who's the Boss? (1985), The Good Mother (1988), Oxygen (1999), Ally McBeal (1999-2001), The Devil Wears Prada (2006), Suburban Girl (2007) en Gossip Girl (2009-2012).
Naughton is ook actief als filmregisseur, zo heeft hij in 2003 de film Our Town gererisseerd.
Naughton is in 1967 getrouwd en heeft hieruit twee kinderen.

## Filmografie

### Films
Uitgezonderd korte films.
- 2018 The Independents - als Sanders
- 2016 Equity - als John
- 2014 Turks & Caicos - als Frank Church
- 2013 The Word – als Mike Sheely
- 2009 Clear Blue Tuesday – als directielid
- 2008 Childless – als Harvey
- 2007 Suburban Girl – als Robert Eisenberg
- 2006 Factory Girl – als Fuzzy Sedgwick
- 2006 The Devil Wears Prada – als Stephen
- 2004 Fascination – als Patrick Doherty
- 2000 Labor Pains – als dr. Senior
- 2000 The Truth About Jane – als Robert
- 1999 Oxygen – als Clark Hannon
- 1998 Greatest Trials of All Time – als verteller
- 1996 The Proprietor – als New Yorker
- 1996 The First Wives Club – als Gilbert Griffin
- 1996 First Kid – als president Davenport
- 1995 Mixed Blessings – als Brad Coleman
- 1995 Cagney & Lacey: Together Again – als James Burton
- 1994 Cagney & Lacey: The Return – als James Burton
- 1994 Couples – als Steven
- 1994 The Birds II: Land’s End – als Frank
- 1994 The Cosby Mysteries] – als Adam Sully
- 1990 Blown Away – als Seale
- 1988 The Good Mother – als Brian
- 1988 Necessity – als Rick LaSalle
- 1987 The Glass Menagerie – als Jim O'Conner
- 1986 Sin of Innocence – als Andy Colleran
- 1985 Between the Darkness and the Dawn – als Jack Parrish
- 1985 Cat's Eye – als Hugh
- 1984 Last of the Great Survivors – als Richard Wylie
- 1982 Parole – als Andy Driscoll
- 1982 My Body, My Child – als dr. Dan Berensen
- 1982 A Stranger Is Watching – als Steve Peterson
- 1981 The Bunker – als James O'Donnell
- 1976 Second Wind – als Roger
- 1976 Diary of the Dead – als George
- 1975 The First 36 Hours of Dr. Durant – als dr. Baxter
- 1974 F. Scott Fitzgerald and 'The Last of the Belles' – als kapitein John Haines
- 1973 The Paper Chase – als Kevin Brooks
- 1972 Look Homeward, Angel – als Ben Gant

### Televisieseries
Uitgezonderd eenmalige gastrollen.
- 2023 Three Women - als Gay Talese - 2 afl.
- 2021 - 2022 And Just Like That... - als broer van Big - 2 afl.
- 2016 - 2017 Odd Mom Out - als Larry Manassian - 2 afl.
- 2013 - 2014 Hostages - als president Paul Kincaid - 9 afl.
- 2009 – 2012 Gossip Girl – als William van de Bilt – 10 afl.
- 2009 Damages – als Sam Arsenault – 2 afl.
- 2006 – 2007 Law & Order: Special Victims Unit – als Charlie Moss – 2 afl.
- 2006 Out of Practice – als dr. Jack Arbogast – 2 afl.
- 1999 – 2001 Ally McBeal – als George McBeal – 4 afl.
- 2001 Big Apple – als Lawrence Stark – 3 afl.
- 1997 Liberty! The American Revolution – als Patrick Henry – 5 afl.
- 1994 – 1995 The Cosby Mysteries – als rechercheur Sully – 6 afl.
- 1991 – 1993 Brooklyn Bridge – als luitenant Monahan – 3 afl.
- 1988 Raising Miranda – als Donald Marshak – 9 afl.
- 1985 Who's the Boss? – als Michael Bower – 4 afl.
- 1983 Trauma Center – als dr. Michael Royce – 13 afl.
- 1982 Making the Grade – als Harry Barnes – 6 afl.
- 1974 Planet of the Apes – als Pete Burke – 14 afl.
- 1973 – 1974 Faraday and Company – als Steve Faraday – 4 afl.

## Theaterwerk opBroadway
- 2004 – 2005 Democracy – als Willy Brandt
- 2004 Prymate – als Avrum
- 1996 – heden Chicago – als Billy Flynn
- 1992 Four Baboons Adoring the Sun – als Philip McKenzie
- 1989 – 1992 City of Angels – als Stone
- 1980 Whose Life is it Anyqay? – als dr. David Scott
- 1977 – 1979 I Love My Wife – als Wally

- Biblioteca Nacional de España: XX1738718
- Bibliothèque nationale de France: cb142104471 (data)
- Gemeinsame Normdatei: 1113598964
- International Standard Name Identifier: 0000 0000 7826 3362
- Library of Congress Control Number: nr88002917
- MusicBrainz: b82520f2-a098-42c1-9910-65afa667a04f
- Nationale Bibliotheek van Israël: 987007453763005171
- Nationale Bibliotheek van Polen: a0000001766138
- Nederlandse Thesaurus van Auteursnamen: 314091521
- Virtual International Authority File: 56453267
- WorldCat: E39PBJm4Y3kffVJxm79hTRptrq